# Ваккенродер, Вильгельм Генрих
Ви́льгельм Ге́нрих Ва́ккенродер (нем. Wilhelm Heinrich Wackenroder, 13 июля 1773, Берлин — 13 февраля 1798, там же) — немецкий писатель, ближайший друг Людвига Тика.

## Творчество
Генрих Ваккенродер в «Herzensergiessungen eines kunstliebenden Klosterbruders» («Сердечные излияния монаха, любящего искусство») впервые возвестил о тяге нового поколения бюргерской интеллигенции к родной старине, в средневековье, о влечении к католицизму с его пышным культом и к искусству, тесно связанному с этим культом.
Год выхода книги Ваккенродера (1797) можно считать первой датой немецкого романтизма, вначале ещё не дифференцированного и выявлявшего более или менее цельное мироощущение. «Сердечные излияния» составили небольшие лирические статьи об искусстве и художниках и повесть о неудачливом музыканте, Йозефе Берглингере, имеющая автобиографическое значение. В книге Ваккенродера рассказал о своей жизни, полной порывов к творчеству и сомнений в своём призвании, отравленной непониманием окружающих. Внутренне объединяющее книжку настроение, — это благоговение перед искусством как божественным откровением.
Искусство не мыслится Ваккенродером вне связи с религией вообще и католицизмом в частности. Современная Ваккенродеру жизнь не могла создать такого религиозного искусства. Религиозность художественного творчества исключалась уже рационализмом нового времени, в особенности эпохи Просвещения. Отталкиваясь от этого рационализма, Ваккенродер преклоняется перед средневековым искусством, не разобщённым, а связанным с религией. Вдумываясь в эту благотворную для него связь, Ваккенродер усматривает в ней лишь выражение общей жизненной целостности на основе веры.
Человек переходной эпохи, остро чувствующий неустойчивость и сложность современной ему жизни, Ваккенродер создал себе идеализированное представление о средневековье, будто бы не знавшем противоречий разума и чувства, чуждом сомнений и внутреннего разлада: строгое деление сословного общества отводило каждому его место, ставило перед каждым определённую цель жизни.
Искусство входило в эту органическую целостность как один из составных, ею порождённых и её укрепляющих элементов. Отдельные виды искусства — поэзия, музыка, живопись и архитектура — также органически сливаются у Ваккенродера воедино, в один грандиозный синтез. Синтетическое искусство, впервые провозглашённое Ваккенродером, стало мечтой романтиков, которую от них унаследовали близкие им по духу художники последующих поколений.
Стиль Ваккенродера характеризуется типичными чертами раннего романтизма: приподнятостью, отсутствием образов элементарных ощущений, фрагментарностью изложения, в котором рассуждение переплетается с рассказом и описанием.

## Влияние
После смерти Ваккенродера Тик издал в 1799 году его «Фантазии об искусстве для друзей искусства», прибавив к ним ряд своих статей, написанных в стиле «Фантазий». Тик обязан своему другу идеей романа «Странствия Франца Штернбальда». Персонаж Вакенродера Йозеф Берглингер, возможно, стал прототипом капельмейстера Иоганнеса Крейслера — главного героя «Крейслериана» Эрнста Теодора Гофмана.
Ярко выраженная Ваккенродером идеализация средневековья вообще и немецкого средневековья в частности, возбудившая любовь и интерес к изучению национальной старины, имела огромные последствия для немецкого романтизма.
Произведения Вакенродера, переведённые в 1826 году на русский язык, сыграли важную роль в развитии эстетических воззрений русского «любомудрия». Авторитет Ваккенродера выдвигали русские романтики двадцатых-тридцатых годов XIX века в своей борьбе против классической теории. Его эстетических взглядов придерживались С. П. Шевырев и В. Ф. Одоевский. Идеализация родной старины, столь типичная именно для немецкого романтизма, легла в основу «антизападнического» патриотизма русских славянофилов.

### Комментарии
1. ↑  В советской литературе — Вильгельм-Генрих Ваккенродер.